# Tukangkayu
Tukangkayu is een bestuurslaag in het regentschap Banyuwangi van de provincie Oost-Java, Indonesië. Tukangkayu telt 8411 inwoners (volkstelling 2010).